# Pteroptrix perkinsi
Pteroptrix perkinsi är en stekelart som först beskrevs av David Timmins Fullaway 1913. 
Pteroptrix perkinsi ingår i släktet Pteroptrix och familjen växtlussteklar. Inga underarter finns listade i Catalogue of Life.